# Parasqueva dos Bálcãs

Santa Parasqueva dos Bálcãs, também conhecida como Parasqueva da Bulgária (em búlgaro: Петка Българска; romaniz.: Petka Bulgarska), Parasqueva de Tirnovo, Parasqueva da Sérvia (ou Petka ou Paraskeva), Parasqueva de Belgrado, Parasqueva de Iași (em romeno: Sfânta Cuvioasă Parascheva), Parasqueva, a Nova (em grego: Παρασκευή η Επιβατινή ή Νέα; romaniz.: Paraskeuḗ ē Epibatinḗ ḗ Néa), é uma santa ortodoxa que viveu nos séculos X e XI. É considerada a santa protetora dos búlgaros, por analogia com João de Rila, que foi o santo padroeiro do Primeiro Império Búlgaro.
Foi a padroeira do Segundo Império Búlgaro e em particular da capital Veliko Tarnovo e da dinastia fundadora Asenevtsi. As suas relíquias foram transferidas para Veliko Tarnovo em 1230 com a batalha de Klokotnitsa, depois de 1397 a 1521 estiveram em Belgrado, depois de 1521 a 1641 estiveram em Constantinopla, e para o Sínodo de Iași foram transferidas especialmente para a consagração do Mosteiro dos Três Santos Hierarcas. Hoje eles são mantidos na Catedral Metropolitana de Iași, consagrada em 1887.